# Borneohaubenfasan
Der Borneohaubenfasan (Lophura ignita) auch Feuerrückenfasan oder Haubenfasan ist eine Hühnervogelart aus der Familie der Fasanenartigen. Er besiedelt die Malaiische Halbinsel vom äußersten Süden Myanmars südwärts sowie Sumatra, Bangka und Borneo.

## Beschreibung

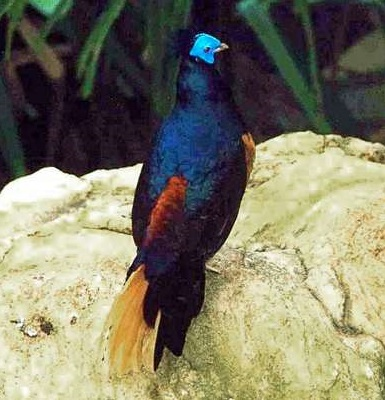
Hahn des Borneohaubenfasans. Namensgebend ist der rote Unterrücken. Hier ist er eher kupferrot, was auf eine der beiden Unterarten von Borneo hindeutet.

Der Hahn der Nominatform erreicht eine Körperlänge von 65–67 cm, davon entfallen 24–26 cm auf den Schwanz. Die Flügellänge liegt zwischen 270 und 280 mm. Die Henne ist mit 56–57 cm etwas kleiner, der Schwanz mit etwa 16–18 cm kürzer. Die Flügellänge beträgt 156–177 mm.
Der Hahn trägt eine kurze, voluminöse Haube, deren dunkelblaue Federn unten kahle Schäfte und oben eine spatelförmige Fahne aufweisen. Die Gesichtslappen sind lebhaft himmelblau, die Iris rot und der Schnabel weißlich hornfarben. Das Körpergefieder ist überwiegend seidig glänzend dunkelblau mit schillernd ultramarinblauen Säumen auf den Flügeldecken. Hand- und Armschwingen sind blauschwarz, der Unterbauch schwarz. Der untere Rücken zeigt eine intensiv kupferrote Färbung, was der Art ihren Namen einbrachte. Ein etwas gedeckteres Kupferrot findet sich an unterer Brust und den Brustseiten. Bürzel und Oberschwanzdecken sind dunkelblau mit metallisch blauen Federsäumen. Die mittleren drei Steuerfederpaare sind zimtfarben, der übrige Schwanz blauschwarz. Die Beine sind gräulich bis rötlich fleischfarben und lang weißlich gespornt.
Auch die Henne trägt eine Haube, die aber etwas schwächer ausgeprägt ist. Die Gesichtshaut ist blau, aber nicht erweitert. Das Gefieder ist überwiegend kastanienfarben, auf Flügel- und Schwanzdecken bekritzelt und zu den Flanken und zur Unterseite hin dunkler und durch weiße Säume geschuppt. Kinn, Kehle und Unterbauch sind weiß. Die Steuerfedern sind schwarz und tragen eine dunkelbraune Wellenzeichnung. Die Schnabelbasis ist braun, die Sporne fehlen meist.

## Stimme
Der Ruf des Hahns wird als dumpfes, gutturales wuuunk’k beschrieben. Ihm folgt meist ein Flügelschwirren. Ferner sind ein schrill pfeifender Alarmruf, ein lautes Glucksen und ein zweisilbiges kju-kun bekannt.

## Verbreitung und Bestand
Die Verbreitung des Borneohaubenfasans reicht vom äußersten Süden Myanmars (von wo es keine neueren Nachweise gibt) über die malaiische Halbinsel, Sumatra, Banka und Borneo. Die Bestände auf der Malaiischen Halbinsel sind stark zurückgegangen, zur genauen Verbreitung liegen aber keine Daten vor. Relativ häufig ist die Art noch in der malaiischen Provinz Sabah, im indonesischen Teil Borneos und auf Sumatra. Auf Bangka ist sie vom Aussterben bedroht. Besonders auf der malaiischen Halbinsel ist der Bestand durch die voranschreitende Entwaldung gefährdet und vermutlich stark rückläufig. Diese Bedrohung existiert auch im übrigen Gebiet. Da die Art aber auch Sekundärwälder als Lebensraum annimmt, ist sie weniger gefährdet als andere Arten. Über den Gesamtbestand ist nichts bekannt, bei der IUCN steht die Art auf der Vorwarnliste als „potenziell gefährdet“ (near threatened).

## Geografische Variation
Während die beiden Unterarten Borneos, von denen die Nominatform die kleinere ist, sich hauptsächlich durch die Größe unterscheiden, ist die Unterart L. i. rufa massiger und hat weiße Schwanzfedern. Ihr fehlen zudem die kupferroten Seitenpartien. Sie sind durch ein dunkelblaues Feld mit breiten weißen Schaftstrichen ersetzt. Dafür ist der Rücken intensiver rot (rufa) und weniger kastanienfarben. Die Gesichtslappen sind eher vier- als zweizipfelig, heller blau und der Kehllappen zeigt einen roten Fleck. Die Beine sind hell karminrot. Die Unterart macartneyi vermittelt zwischen den beiden Formen von Borneo und der letztgenannten. Sie ist sehr variabel und variiert in den meisten Merkmalen. Gesichtslappen und Beine entsprechen aber immer denen der beiden Unterarten von Borneo.
- L. i. rufa (Raffles, 1822) – Malaiische Halbinsel südlich des Isthmus von Kra und Großteil Sumatras
- L. i. macartneyi (Temminck, 1813) – südöstliches Sumatra von Palembang südwärts
- L. i. ignita (Shaw, 1797) – indonesischer Teil Borneos und Bangka
- L. i. nobilis (P. L. Sclater, 1863) – Provinzen Sarawak und Sabah im Norden Borneos

## Lebensweise
Der Borneohaubenfasan ist ein Bewohner von Wäldern des Tieflands in Höhen unter 1000 m. Er bevorzugt Primärwälder, kommt aber auch in sekundären Vegetationsformen vor. Häufig ist er in der Nähe von Flüssen und Feuchtgebieten zu finden, offenes Gelände meidet er. Die Art ist omnivor, die Nahrung stark vom jahreszeitlichen Angebot abhängig. Überwiegend besteht sie aus Früchten oder Beeren, zeitweise aber auch größtenteils aus Arthropoden, Weichtieren oder Würmern. Sie wird vor allem auf dem Boden scharrend gesucht.
Der Borneohaubenfasan ist monogam, die Brutzeit liegt vermutlich zwischen Juni und August. Das Gelege besteht aus 4–8 kurzovalen Eiern mit cremeweißer Färbung und 54 × 40 mm Größe. Sie werden 24 Tage lang bebrütet. Ab September trifft man häufig Familienverbände an, die sich zum Jahresende hin, wenn die Jungvögel selbständig werden, auflösen. Von Januar bis Mai sind Vögel beiderlei Geschlechts einzeln anzutreffen.